# Oratori d'Olletes
|  | No s'ha de confondre amb Mare de Déu de les Olletes. |

L'Oratori d'Olletes és una obra de la Vall d'en Bas (Garrotxa) protegida com a bé cultural d'interès local.

## Descripció
És un oratori molt nou situat sota el puig del Mallol, entrant al grup d'habitatges que formen la urbanització de "les Olletes". Inaugurat l'any 1975, s'hi fa festa el dia 8 de setembre, festivitat de la Nativitat de la Verge, popularment dit de les verges trobades. Construït en pedra. A la fornícula hi ha una imatge d'uns 30 cm posada en una peanya, a sota mateix hi ha penjades unes olles.